# Rue Soumska
La rue Soumska (en ukrainien : Сумська) est une des principales rues de Kharkiv.

## Historique

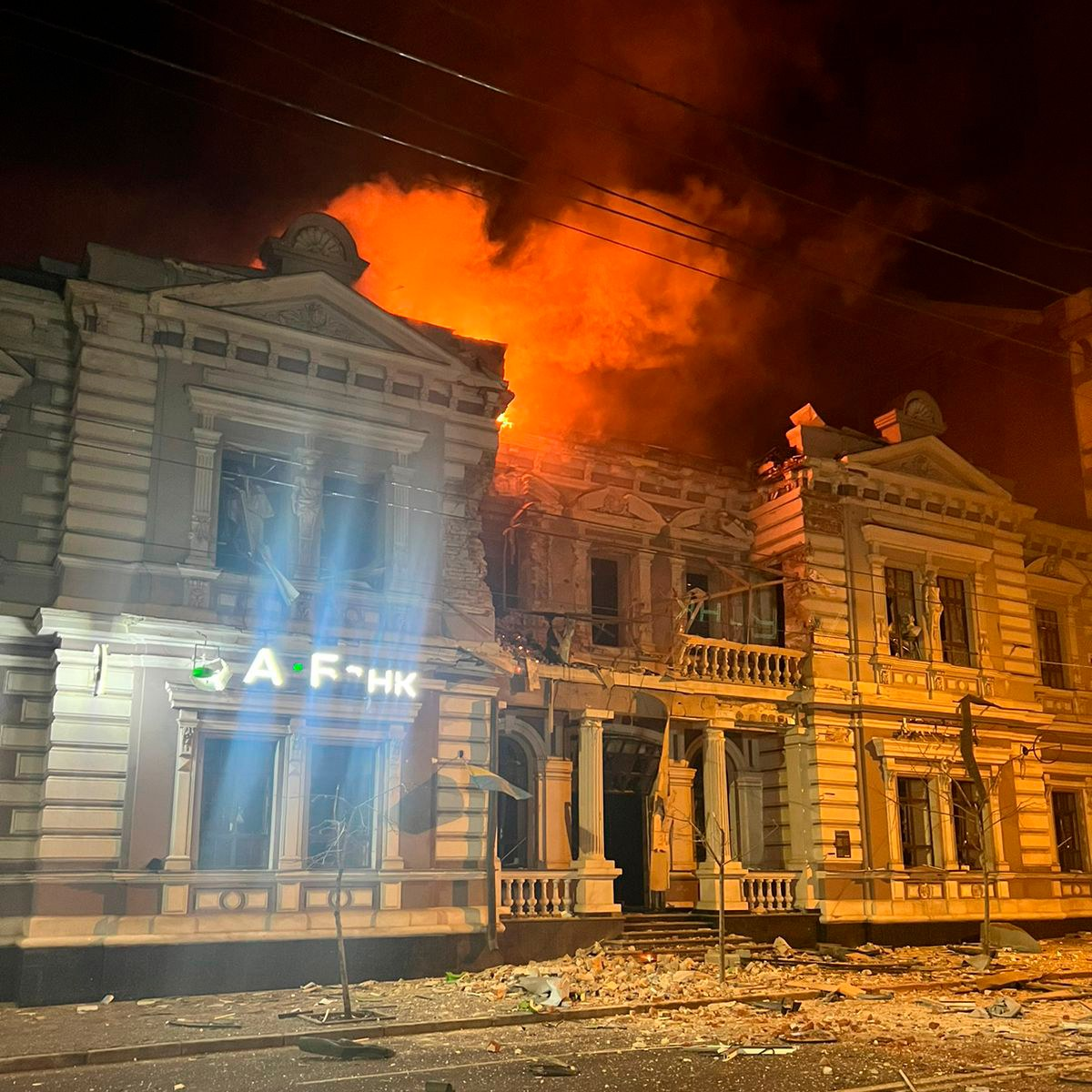
Bâtiment d'une banque, situé au 43 rue Soumska à Kharkiv, (monument architectural de 1901-1903) après l'attaque d'un drone russe dans la nuit du 31 décembre 2023.

## Bâtiments remarquables et lieux de mémoire

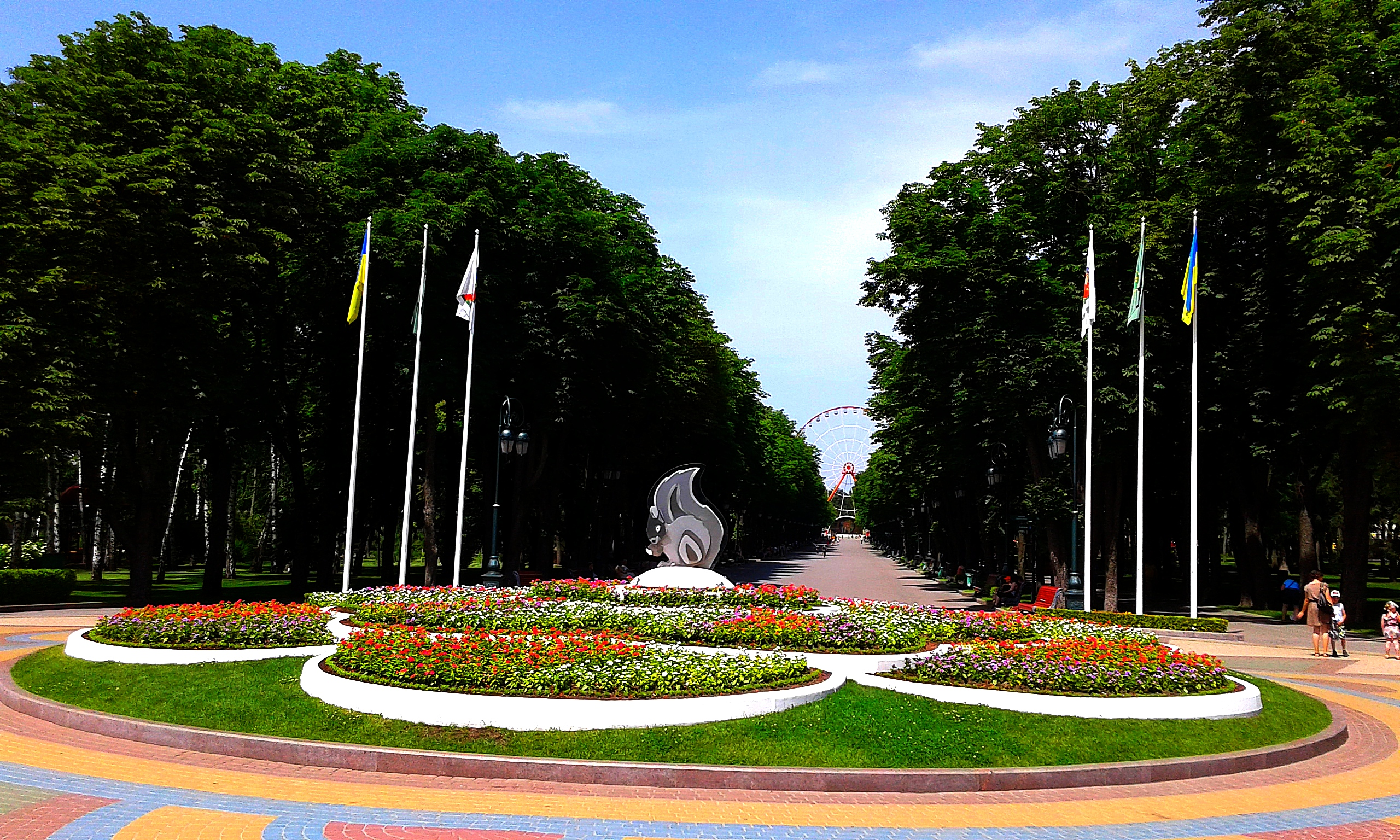
Parc central des loisirs et de la culture, classé[1].
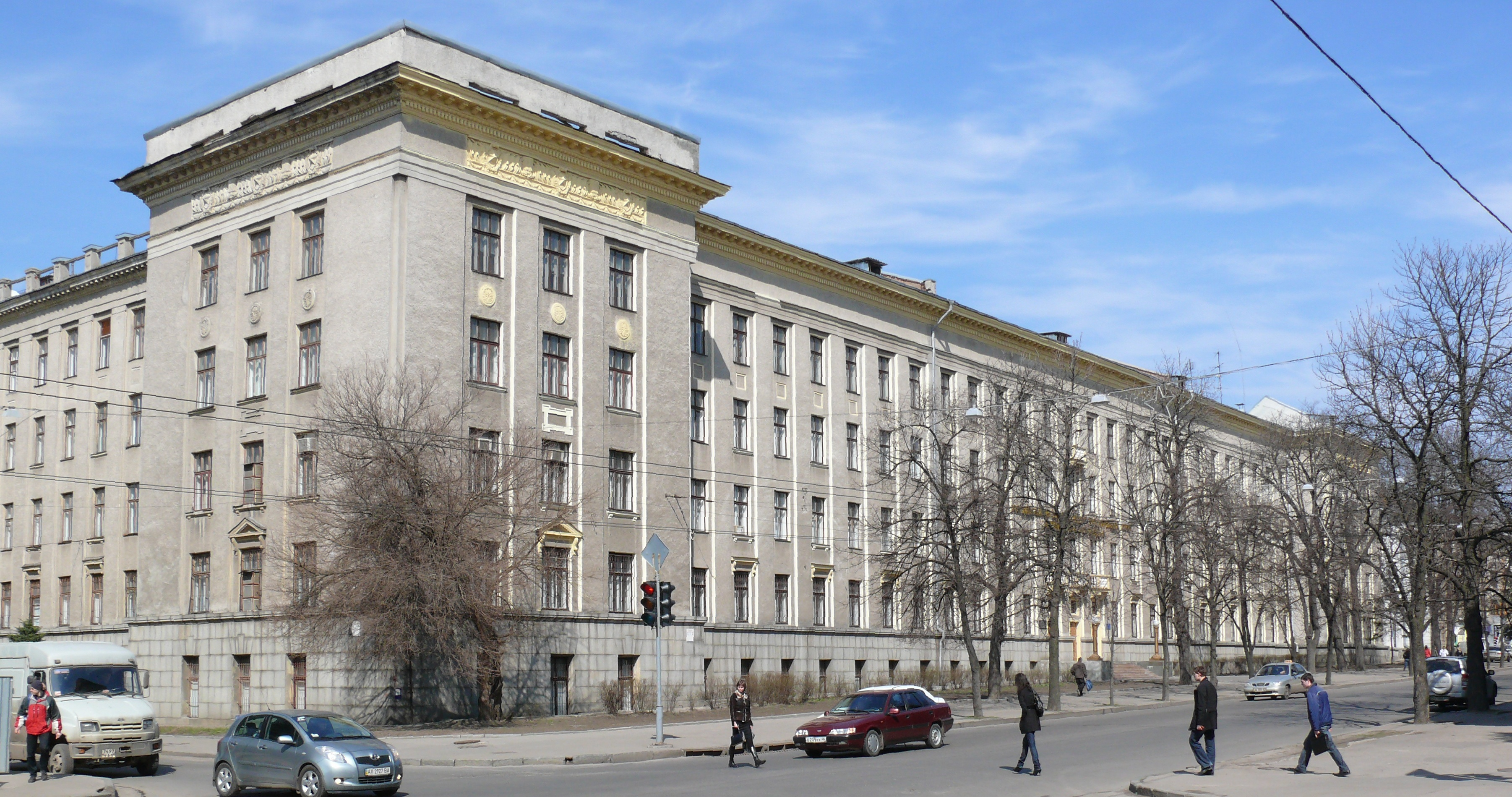
Université nationale de la Force aérienne Ivan Kojedoub.
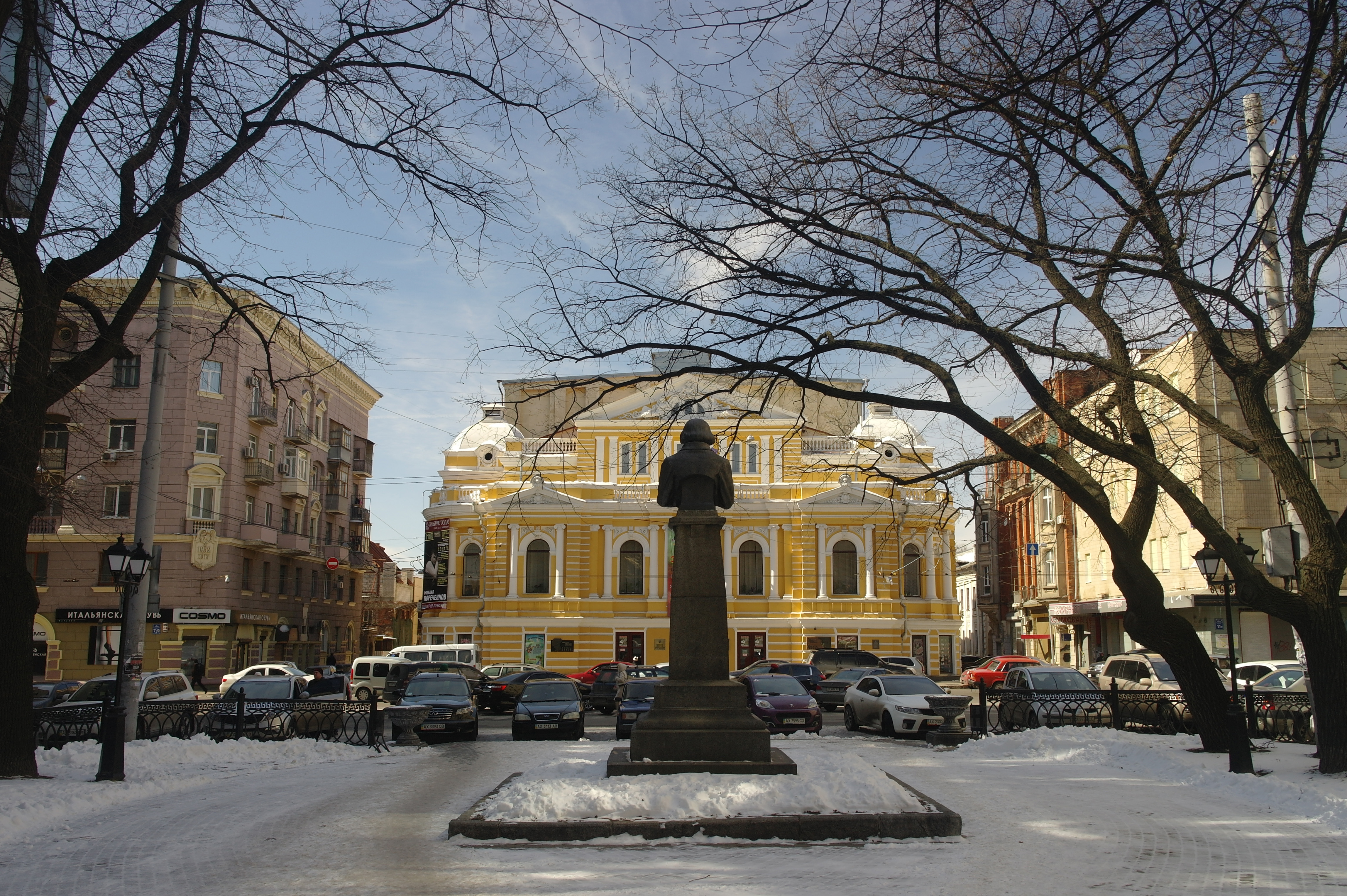
Théâtre dramatique national de Kharkiv sur la place de la Poésie classé[2].
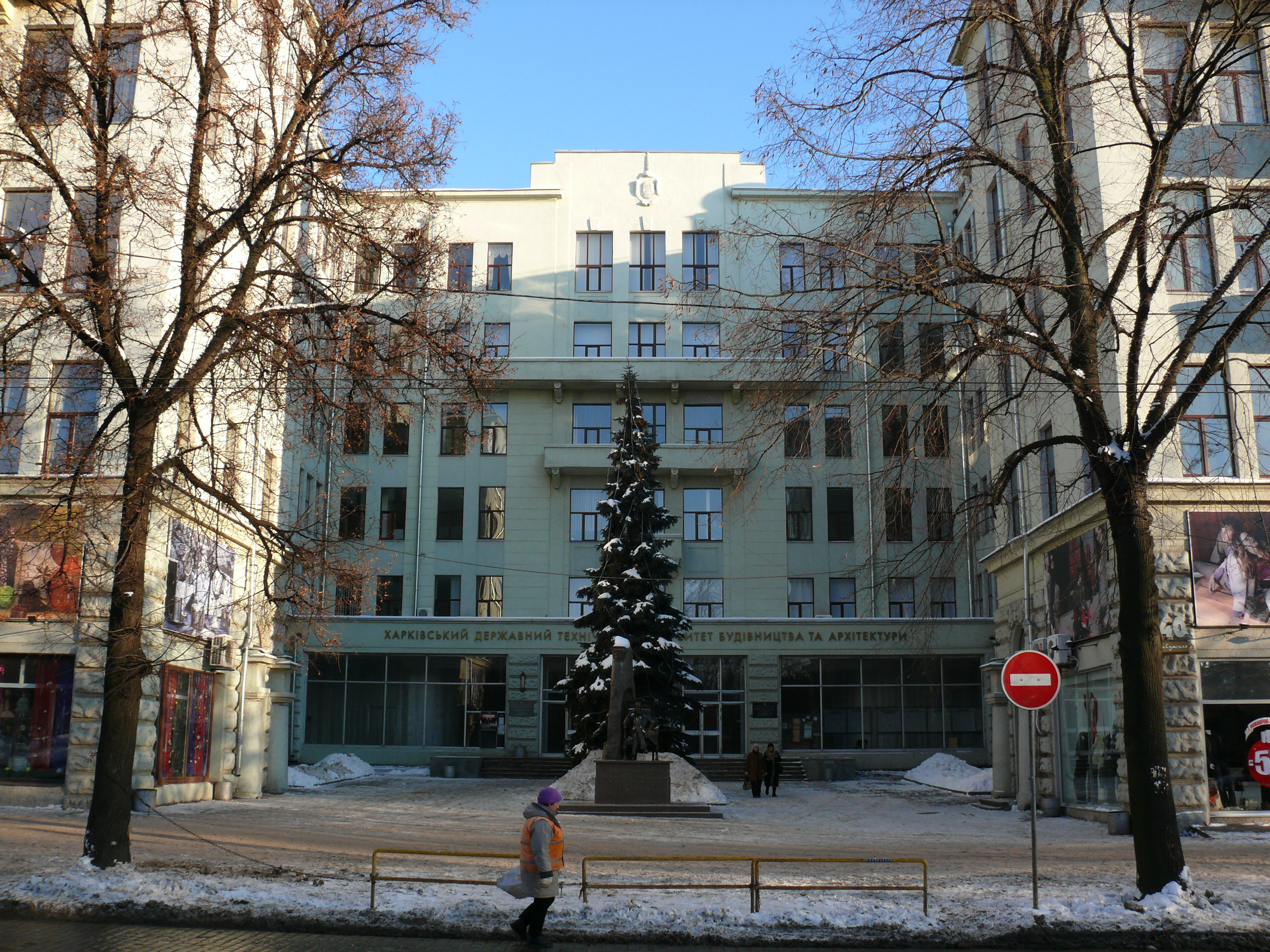
L'université d'architecture classé[3].
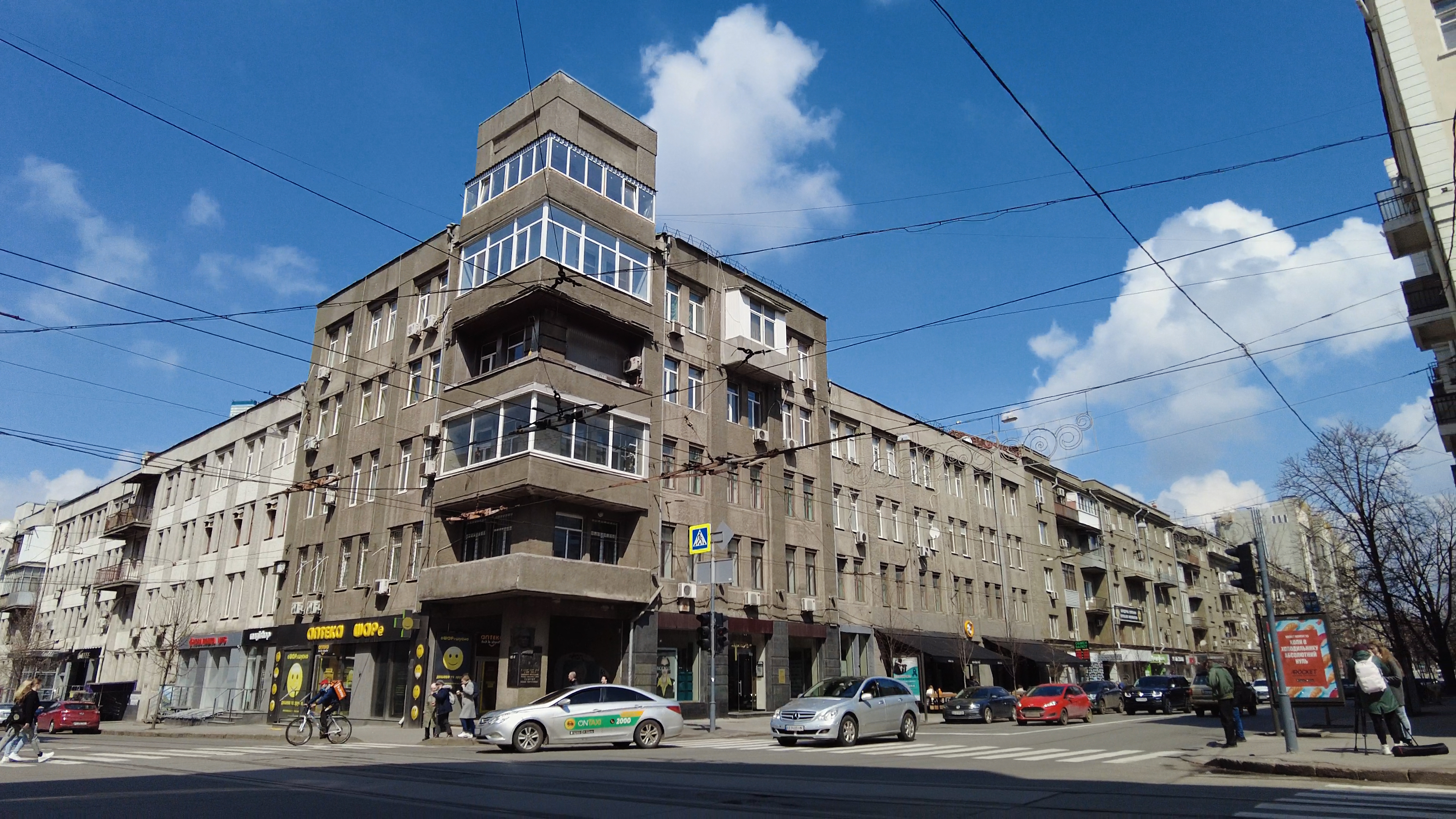
Le bâtiment du 74 classée[4].
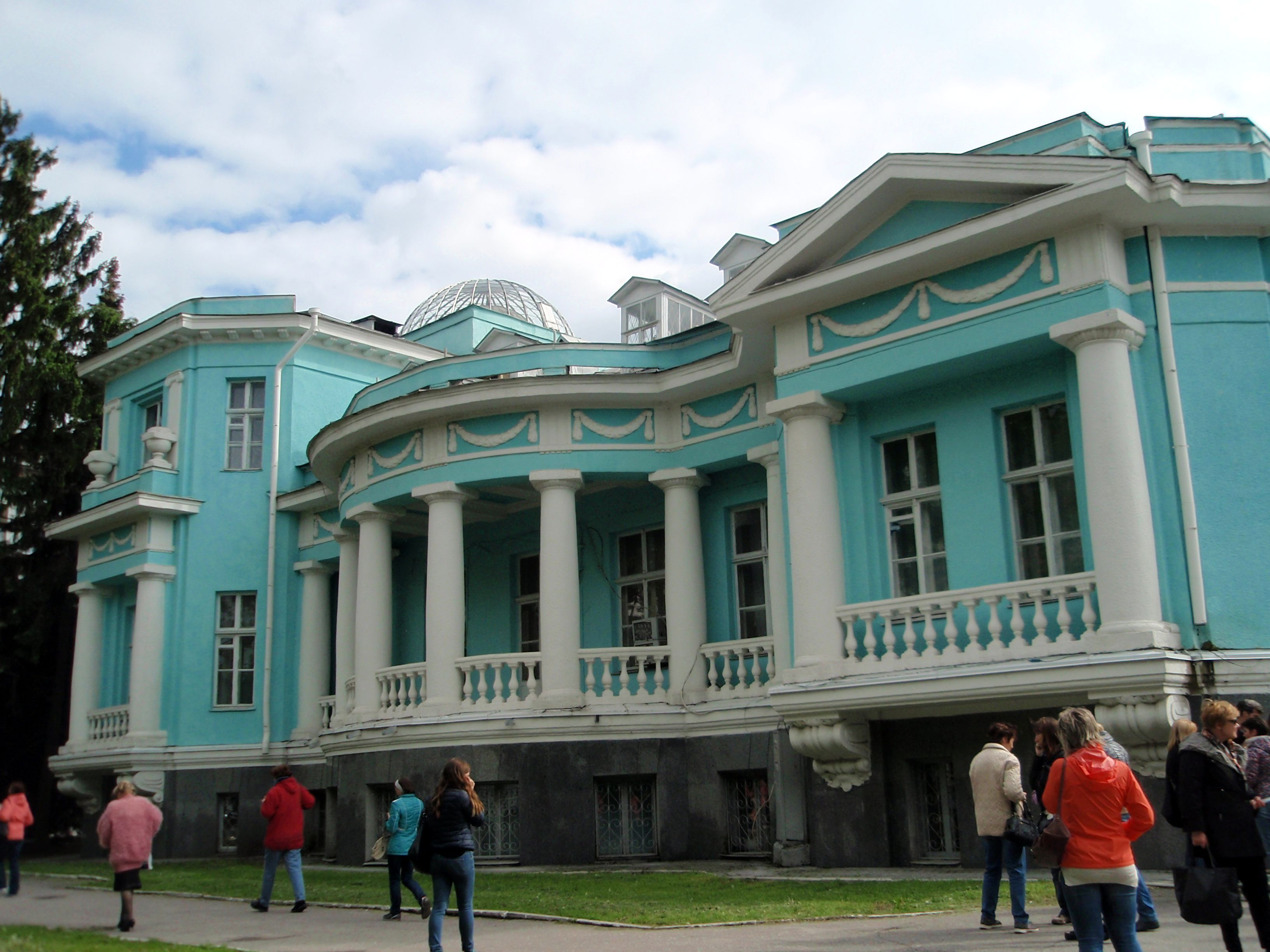
Le manoir de Youzefovytch classée[5].